# Corin Nemec
Corin Nemec (født Joseph Charles Nemec IV; 5. november 1971) er en amerikansk skuespiller bedst kendt for sin rolle som Jonas Quinn i science fiction-serien Stargate SG-1.